# Chips Rafferty
Chips Rafferty, nom de scène de John William Pilbean Goffage, né le 26 mars 1909 à Broken Hill (Nouvelle-Galles du Sud) et mort le 27 mai 1971 à Sydney (Nouvelle-Galles du Sud), est un acteur et producteur australien.

## Biographie
Jouant également au théâtre, Chips Rafferty apparaît au cinéma dans vingt-sept films (australiens, en coproduction et autres), le premier sorti en 1939 ; les deux derniers, sortis en 1971, sont un court métrage et le long métrage Réveil dans la terreur de Ted Kotcheff (coproduction américano-australienne, avec Donald Pleasence et Jack Thompson) ; ce dernier est présenté au Festival de Cannes le 13 mai 1971, quatorze jours avant la mort brutale de l'acteur, à 62 ans, d'une crise cardiaque survenue dans une rue de Sydney.
Entretemps, mentionnons La route est ouverte d'Harry Watt (coproduction australo-britannique, 1946), Les Rats du désert de Robert Wise (film américain, 1953, avec Richard Burton et James Mason) et Les Révoltés du Bounty de Lewis Milestone (film américain, 1962, avec Marlon Brando et Trevor Howard).
Durant les années 1950, il est aussi producteur de cinq films, dont L'Odyssée du capitaine Steve de Marcel Pagliero et Lee Robinson (coproduction franco-australienne, 1956, où il joue aux côtés de Pierre Cressoy et Françoise Christophe).
Enfin, pour la télévision, Chips Rafferty contribue à vingt séries, la première australienne étant Le Courrier du désert (deux épisodes, 1961). Suivent entre autres la série-western américaine La Grande Vallée (un épisode, 1966) et la série australienne Skippy le kangourou (un épisode, 1968). Il tient ses ultimes rôles au petit écran dans deux séries diffusées en 1971, année de sa mort.
Au début de cette même année, il est fait membre de l'ordre de l'Empire britannique (MBE), pour services artistiques rendus.

## Filmographie partielle
(comme acteur, sauf mention complémentaire)

### Cinéma
- 1940 : Quarante mille cavaliers (Forty Thousand Horsemen) de Charles Chauvel : Jim
- 1940 : Dad Rudd, M.P. de Ken G. Hall
- 1944 : The Rats of Tobruk de Charles Chauvel : Milo Trent
- 1946 : La route est ouverte (The Overlanders) d'Harry Watt : Dan McAlpine
- 1947 : Les Amours de Joanna Godden (The Loves of Joanna Godden) de Charles Frend : Collard
- 1952 : La Loi du fouet (Kangaroo) de Lewis Milestone : le soldat Leonard « Len »
- 1953 : Les Rats du désert (The Desert Rats) de Robert Wise : le sergent « Blue » Smith
- 1956 : L'Odyssée du capitaine Steve de Marcel Pagliero et Lee Robinson : Steve MacAllister (+ coproducteur)
- 1960 : Horizons sans frontières (The Sundowners) de Fred Zinnemann : Quinlan
- 1960 : Le Rafiot héroïque (The Wackiest Skip in the Army) de Richard Murphy : Patterson
- 1962 : Les Révoltés du Bounty (Mutiny on the Bounty) de Lewis Milestone : Michael Byrne
- 1966 : They're a Weird Mob de Michael Powell : Harry Kelly
- 1967 : Croisière surprise (Double Trouble) de Norman Taurog : Archie Brown
- 1971 : Réveil dans la terreur (Wake in Fright) de Ted Kotcheff : Jock Crawford

### Télévision
(séries)
- 1961 : Le Courrier du désert (Whiplash), saison unique, épisode 16 Le Jour du chasseur (The Day of the Hunter : Patrick Flegg) et épisode 34 Les Arabes d'Adélaïde (The Adelaide Arabs : Sorrel)
- 1966 : La Grande Vallée (The Big Valley), saison 1, épisode 27 De l'or et du plomb (The River Monarch)
- 1966 : Gunsmoke ou Police des plaines (Gunsmoke ou Marshal Dillon), saison 11, épisode 28 By Line : Angus McTabbott
- 1966 : Daktari, saison 1, épisode 14 Les Otages (The Hostages) d'Andrew Marton : Rayburn
- 1966 : Annie, agent très spécial (The Girl from U.N.C.L.E.), saison unique, épisode 10 Le Paradis perdu (The Paradise Lost Paradise) d'Alf Kjellin : Liverpool 'Enry
- 1967 : Tarzan, saison 1, épisode 19 Le Trésor dans la jungle (Captain Jai) et épisode 28 Le Cirque (The Circus) d'Harmon Jones : « Dutch » Jensen
- 1968 : Skippy le kangourou (Skippy the Bush Kangaroo), saison 1, épisode 28 Accident (No Trespassers) : « Pop » Miller
- 1969 : Aventures australes (Riptide), saison unique, épisode 7 The Boat That Went to Sea (Majord Drysdale), épisode 8 Echoes from a Lost Valley (Ken Brockenhurst) et épisode 13 Sharky (« Sharky » Hall)

## Distinction
- 1971 : Membre de l'ordre de l'Empire britannique